# Casei Gerola
Casei Gerola (Casélj o Caséj in dialetto oltrepadano) è un comune italiano di 2 329 abitanti della provincia di Pavia in Lombardia.

## Geografia
Casei Gerola si trova nella pianura dell'Oltrepò Pavese, al confine con la provincia di Alessandria, ed è attraversato dal torrente Curone a pochi chilometri dalla sua confluenza nel Po. È situato 7 km ad ovest di Voghera e a 35 km a sud-ovest di Pavia.
Il territorio comunale di Casei Gerola è formato da tre exclave. La prima è situata in prossimità del fiume Po, la seconda a nord dell'abitato di Cornale e la terza a nord-est di Bastida de' Dossi.

## Storia

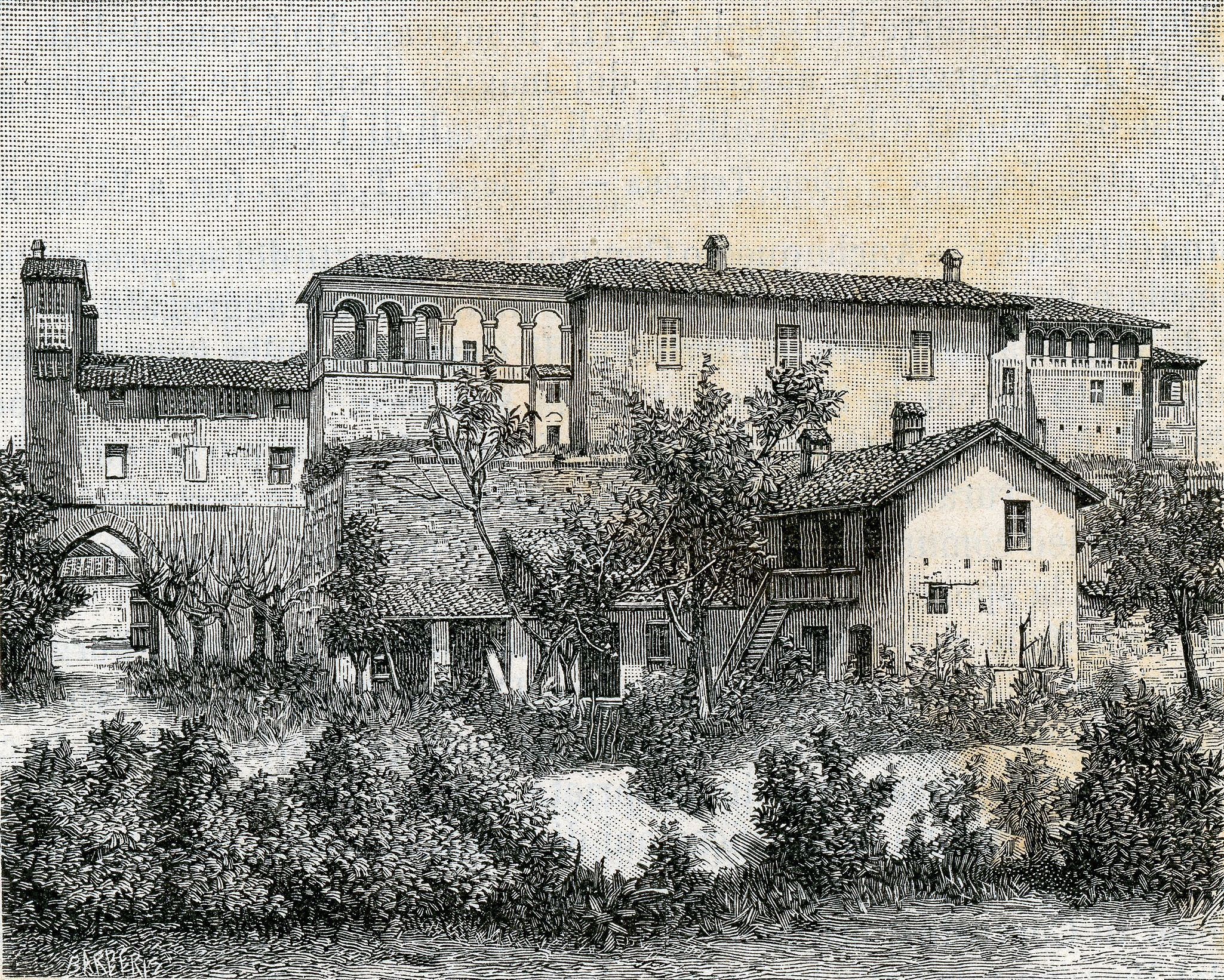
Casei Gerola: castello medievale (xilografia di Barberis 1890).

Casei, già Caselle, sorge all'estremità occidentale della campagna centuriata facente capo alla colonia romana di Placentia, e precisamente di un nucleo di campagna intensamente coltivata, nel territorio attorno alla città di Iria (a ovest dell'attuale Voghera). Alla fine dell'epoca antica le terre erano passate allo Stato, giacché nel 712 il re Liutprando ne fece dono al monastero di San Pietro in Ciel d'Oro di Pavia (ed è questa la prima citazione di Casei). Tra le carte di questo monastero il nome di Casei comparirà ancora per secoli (almeno fino al XIII).
Nel 1164 Casei è nominato tra le terre che Federico I assegnò a Pavia, e che costituiscono il nucleo dell'Oltrepò Pavese. Sotto Pavia, Casei fu sede di podesteria o squadra. Nell'ottobre del 1213, presso Casei Gerola i pavesi sconfissero i milanesi, ai quali si erano uniti contingenti provenienti da Alessandria, Acqui, Alba, Vercelli, Novara e Tortona. Sembra che già nel 1197 essa venisse infeudata agli Isimbardi di Pavia; passò poi sotto il dominio dei Beccaria, cui la tolsero i Visconti, per darla dapprima a Francesco Bussone da Carmagnola, conte di Castelnuovo Scrivia e poi, passato questi ai Veneziani, a un altro noto condottiero, Guido Torelli di Ferrara (1431). Il feudo di Casei, che comprendeva anche Cornale, rimase ai Torelli fino all'abolizione del feudalesimo (1797). Nel 1561 avevano ottenuto il titolo di Marchesi di Casei e Cornale.
Nell'ambito del marchesato era compreso anche il centro di Campeggi, o Comun Campeggi, che corrisponde all'attuale cascina Campeggia; noto fin dal XII secolo, ebbe autonomia comunale ma nel XVII secolo risultava già aggregato a Casei. Analoga sorte toccò a Cagnano (attualmente Cascina Cagnano), pure noto dal medioevo.
Non meno importante era un tempo l'attuale frazione Gerola. Esso sorgeva in origine più a nordovest, presso l'attuale confluenza della Scrivia nel Po. Sviluppatosi in prossimità di una vasta isola del Po (Insula Guazzatoria), fu a lungo sede di un vasto comune comprendente anche Mezzana Bigli, sorto in origine sull'isola, insieme a Guazzora che apparteneva al feudo di Gerola. Passato come Casei a Pavia nel 1164, e anch'esso sede di podesteria, fu infeudato ai Corti di Guazzora e successivamente ai Bigli di Milano. Questa signoria durò sino all'abolizione del feudalesimo.
Successivamente cominciò il declino di Gerola: nel 1800, avendo Napoleone deciso di far corrispondere i confini politici al corso del Po, Mezzana Bigli, che si trova a nord del fiume, fu diviso da Gerola, il cui comune fu ridotto a tre moncherini isolati tra loro; successivamente lo spostamento verso sud del corso del fiume rese inabitabile anche ciò che restava, per cui gli abitanti di Gerola costruirono un nuovo centro, detto Gerola Nuova, sul sito attuale, in un territorio che apparteneva a Casei. Cosicché, nel 1835, cedettero ciò che restava del loro comune ai casellesi, e si fusero con essi nel nuovo comune di Casei Gerola.

### Simboli
Lo stemma è stato riconosciuto con D.P.C.M. del 10 ottobre 1956.
Il gonfalone è un drappo interzato in fascia di verde, di bianco e di rosso

## Monumenti e luoghi d'interesse

### Architetture civili
- Palazzotto del Carmagnola

### Architetture militari
- Castello di Casei Gerola, già attestato durante il IX secolo e ricostruito come dimora signorile in seguito a una parziale distruzione occorsa nel 1543. Già appartenuto alla famiglia Squadrelli, il castello si presenta come un insieme di quattro edifici dotati di torri angolari, disposti attorno a un cortile quadrilatero. Il castello è preceduto da un fossato, scavalcato da ponte in muratura che, in passato, era collegato a un ponte levatoio.[7]

### Architetture religiose
- Collegiata di San Giovanni Battista, costruita tra il XIV ed il XV secolo, rappresenta uno dei più importanti esempi di gotico lombardo dell'Oltrepò Pavese.
- Chiesa di San Guglielmo, fu costruita nella prima metà del XV secolo in stile gotico lombardo.
- Chiesa di San Sebastiano
- Santuario della Madonna delle Grazie di Sant'Agostino, fu costruito nella prima metà del XVII secolo in forme rinascimentali.

## Società

### Evoluzione demografica
Abitanti censiti

## Infrastrutture e trasporti
La principale arteria di collegamento stradale e di accesso alla città è costituita dall'Autostrada A7 a cui Casei Gerola risulta collegata con un proprio casello autostradale.
Il territorio comunale casellese è attraversato in senso sud-nord dalla SP 206 Voghera-Novara e in senso est-ovest dalla SP 12 Bressana Bottarone-Castelnuovo Scrivia.

## Amministrazione

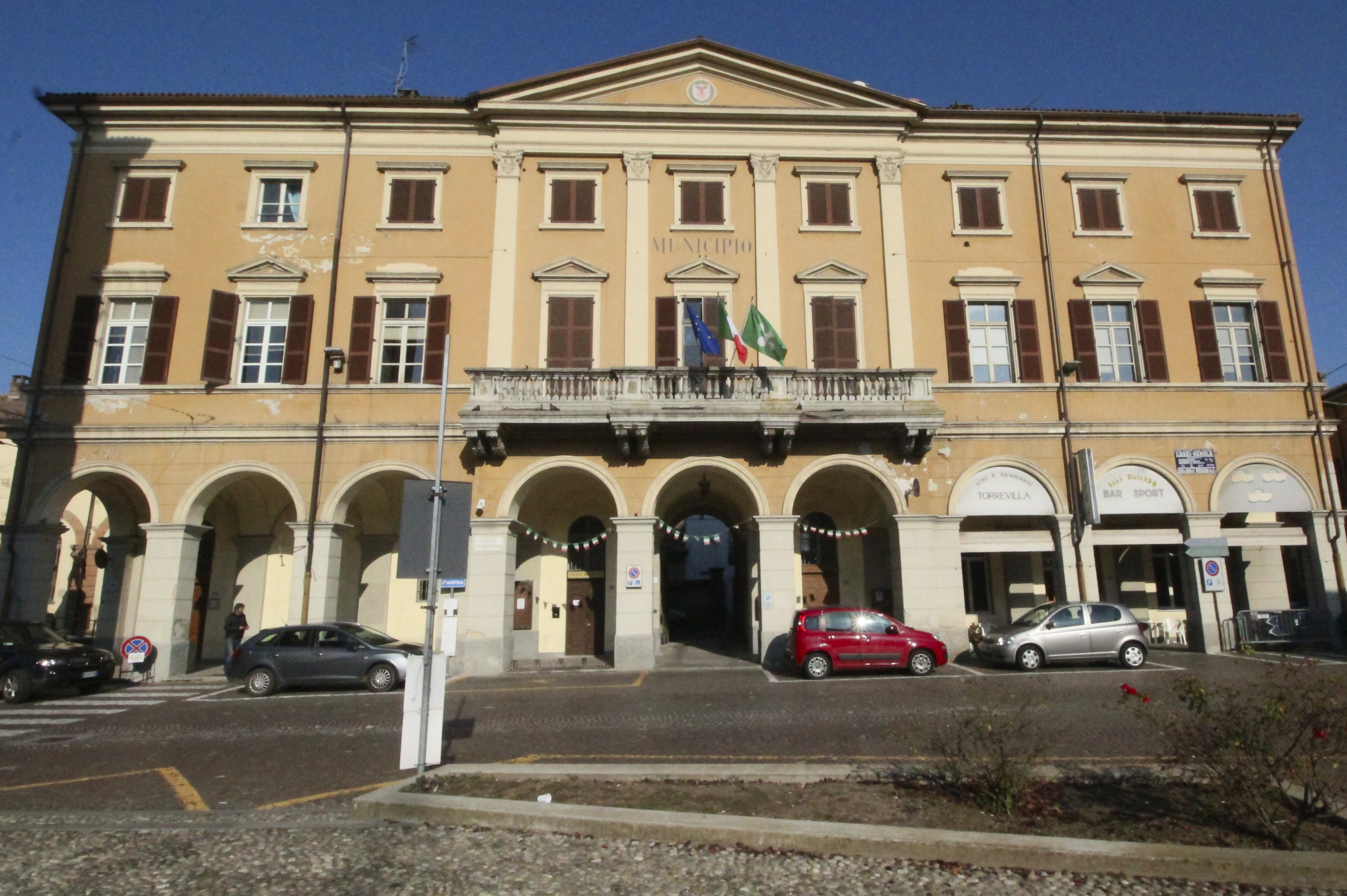
Il Municipio